# Могила
 За други значения вижте Могила (пояснение).  
Могила като форма на релефа представлява самостоятелно ниско, закръглено възвишение с рязко очертано подножие и склон. Могилите имат малки размери и са разположени в равнинни места, като относителната им височина не надминава 50 m. Различават се естествени и изкуствени могили.
Могила в археологията се наричат два вида изкуствени земни насипи:
- селищна могила – формирана от остатъците на дълго съществували селища, и
- надгробна могила – насипана върху погребение.

Най-ранните публикувани наблюдения върху могилите (lang-la|tumulus) на Балканите датират от 1533 и принадлежат на Веранций, Дерншвам и Бусбек, като техните впечатления и тези на по-късни пътешественици са събрани от Константин Иречек в неговата История на българите.

## Селищни могили
Селищните могили са останки от праисторически селища, съществували на едно и също място в продължение на векове, понякога хилядолетия. Те се отличават с голям диаметър (до стотици метри) и винаги са в близост до водоизточници и източници на прехрана – плодородни земеделски земи, рудници и др. Някои от най-известните проучени праисторически селищни могили в българските земи са Селищна могила Юнаците (Пазарджишко), Солницата (Провадия), Карановска селищна могила (Новозагорско), Коджадермен (Преславско), Овчарово (Търговищко), Берекетска могила (Старозагорско).

## Надгробни могили
Надгробните могили са насипвани като знак за статуса на погребания в тях владетел или аристократ. Те се появяват в днешните български земи през бронзовата епоха и стават характерен белег на тракийската религия и култура до края на античността. Съвременната им височина варира от няколко десетки сантиметра над повърхността на терена до 20 м. Диаметърът им е значително по-малък от селищните и рядко достига до 100 м. Срещат се поединично или групирани в могилни некрополи. В некропола в резервата „Сборяново“ например са идентифицирани повече от сто могили. Могилният насип най-често е от пръст, но се срещат и слоеве от камъни. Някои могили са оградени с кръг от ниски каменни блокове (крепида), с цел да се предотврати свличането на земната маса.
Мъртвите са полагани в гробове или в градени гробници, над които се извисява могилният насип. Гробовете могат да бъдат вкопани под терена или да са направени над терена и след това да е издигнат насип от пръст. В други случаи първо е издигана могилата и гробовете са оформяни допълнително, като в тези случаи те са над нивото на терена. Някои гробове се оформят с каменни стени (цисти), други – с дървени, които обикновено се намират напълно изгнили. Много често могилите покриват гробница, която също може да е строена преди могилата или след като могилата е насипана. Могилите са използвани за вторични или третични погребения, понякога са били донасипвани. Срещат се и немалко могили без погребения. Най-честата интерпретация на такива могили е, че те са символични погребения – кенотафи, които се правят за воини, загинали далеч от родното място. Но ако бяха такива, то в тях трябваше да има предмети, които да означат погребението на липсващия воин, каквито символични погребения често се срещат. Друга хипотеза предполага, че могилите са били някакви други знаци в пространството, например очертавали са форми на съзвездия. Такова е тълкуването Диана Гергова на групи могили в некрополите от резервата „Сборяново“.
Известни тракийски могили с гробници са разкопани в Свещари (Исперихско), Мезек (Свиленградско), десетки могили в Казанлък и Казанлъшко, Стрелча, Шипка, Старосел, Сливен.